# Paul Seligson

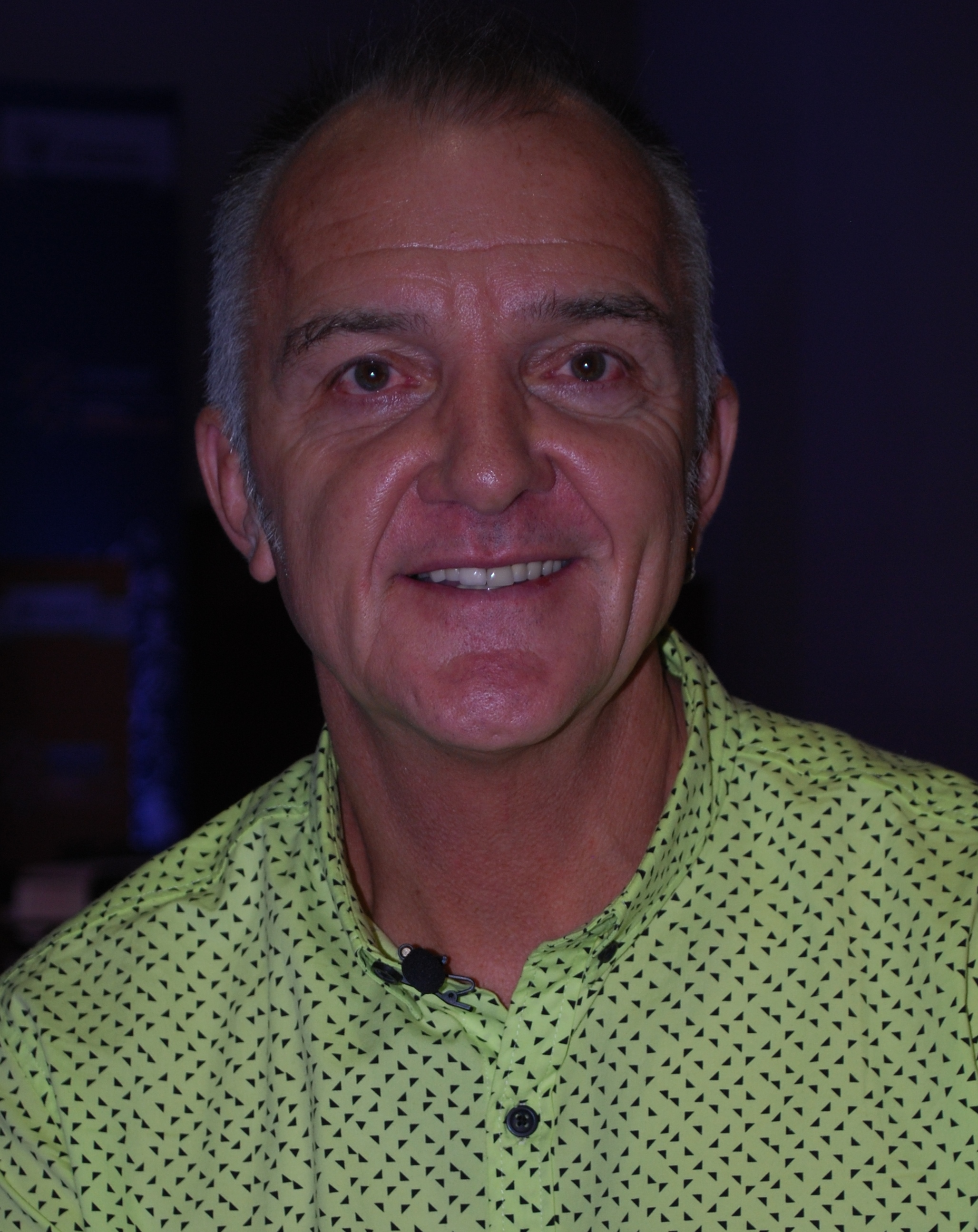
Paul Seligson en el Tec de Monterrey, Campus Ciudad de México

Paul Seligson es un profesor de inglés de origen británico y escritor sobre la enseñanza del inglés como lengua extranjera. Actualmente vive en Río de Janeiro.

## Educación
Seligson recibió su maestría en la Enseñanza del Inglés como Lengua Extranjera y está calificada como evaluador de CELTA (Certificado en maestría para habladores de otros lenguajes) e interrogador en London Chamber of Commerce & Industry (Cámara de Comercio e Industria de Lóndres).

## Carrera
Seligson comenzó su carrera docente en 1978, en la Casa Internacional en Argelia y Francia. Después, trabajó en la British Council, en lugares como Egipto, Venezuela y España, trabajando cinco años en Valencia como el asistente del Director de Estudios. También ha sido profesor en Brasil, Argentina; Turquía y México.
Comenzó a escribir en los Estados Unidos, donde pasó un año, y luego se trasladó al Reino Unido, enseñando inglés a inmigrantes y refugiados. Él también creó su propia escuela de idiomas en Brighton.
Su trabajo como formador de profesores ha incluido COTE (Certificate for Overseas Teachers of English), DOTE, CELTA, DELTA, FTBE (First Certificate for Teachers of Business English), graduados y post-graduados de cursos en cuatro continentes, así como una temporada 2000-2001 con el Oxford University Press.
Hoy trabaja independientemente como escritor, formador y ponente en conferencias, después de haber dado cientos de sesiones en inglés, español, francés y portugués, (Oxford)(Richmond) que destaca por su estilo optimista y contenido práctico. Seligson también ha trabajado como consultor en universidades de Europa, norte de África, Asia y América Latina, junto con los programas de observación en España, Turquía y México.

## Publicaciones
Sus más de 40 publicaciones como autor, coautor o consultor se han dirigido a los estudiantes de primaria y secundaria así como a estudiantes adultos de inglés. También ha escrito numerosos artículos en revistas internacionales.
- Essential English 1-5 (Richmond, 2009)
- Awesome 1 to 3 (Richmond, 2008-9)
- American English File Elementary & Pre-Int. (OUP, 2007-8)
- Connexion 1 to 4 (Cultura Inglesa, Brasil, 2004-7)  (series consultant)
- New English File Elementary & Pre-Int. (OUP, 2004-5)
- Power 1 & 2 (Richmond, 2004-5)
- Can Do 1 to 4 (Richmond, 2003-5)
- Interlink 1 to 6 (Cultura Inglesa, Brasil, 2002-4)
- Your Turn Next: Teacher’s Books 1 & 2 (Richmond, 1999)
- Prepositions (Zastrugi, 1998)
- Helping Students to Speak (Richmond Teacher’s Handbook series, 1997)
- English File Levels 1 and 2 (Oxford University Press, 1996-7)
- Buzz 1-3 (BBC/Pearson, 1991-4)
- Mosaic 1-3 (Pearson, 1991-4)